# 충청북도산림환경연구소
충청북도산림환경연구소(忠淸北道山林環境硏究所-)은 지방자치법 제114조에 따라 산림환경에 관한 시험연구, 도유림의 경영과 보호관리 등의 업무를 수행하기 위하여 설치된 충청북도청 소속기관이다.

## 같이 보기
- 충청북도청